# Andrus Värnik
Andrus Värnik (ur. 27 września 1977 w Valdze) – estoński lekkoatleta, oszczepnik, mistrz świata.
Värnik zdobywał dwukrotnie medale lekkoatletycznych mistrzostw świata. W 2003 na mistrzostwach świata w Paryżu zajął drugie miejsce, przegrywając jedynie z Rosjaninem Siergiejem Makarowem. Na kolejnych mistrzostwach świata w Helsinkach w 2005 zdobył już tytuł mistrzowski, pokonując mistrza olimpijskiego z Aten Andreasa Thorkildsena i obrońcę tytułu Makarowa. Złoty medal Värnika był pierwszym złotym medalem mistrzostw świata w lekkoatletyce zdobytym dla Estonii. Najlepszym miejscem Värnika podczas igrzysk olimpijskich jest 6. miejsce z Aten (2004).
Jego rekord życiowy w rzucie oszczepem to 87,83 m (19 sierpnia 2003, Valga). Rezultat ten do 2018 roku był rekordem Estonii.

## Osiągnięcia
| Rok  | Zawody                              | Miejsce      | Lokata            | Wynik |
| ---- | ----------------------------------- | ------------ | ----------------- | ----- |
| 1996 | Mistrzostwa świata juniorów         | Sydney       | el. – 11. miejsce | 56,94 |
| 1999 | Młodzieżowe mistrzostwa Europy      | Göteborg     | 14. miejsce       | 63,04 |
| 2000 | II liga pucharu Europy              | Kowno        | 3. miejsce        | 79,62 |
| 2000 | Igrzyska olimpijskie                | Sydney       | el. – 15. miejsce | 81,34 |
| 2001 | II liga pucharu Europy              | Ryga         | 4. miejsce        | 68,27 |
| 2002 | II liga pucharu Europy              | Tallinn      | 1. miejsce        | 76,43 |
| 2002 | Mistrzostwa Europy                  | Monachium    | el. – 10. miejsce | 75,66 |
| 2003 | II liga pucharu Europy              | Lappeenranta | 5. miejsce        | 76,52 |
| 2003 | Mistrzostwa świata                  | Paryż        | 2. miejsce        | 85,17 |
| 2003 | Światowy finał lekkoatletyczny IAAF | Monako       | 5. miejsce        | 80,43 |
| 2004 | Igrzyska olimpijskie                | Ateny        | 6. miejsce        | 83,25 |
| 2004 | Światowy finał lekkoatletyczny IAAF | Monako       | 7. miejsce        | 76,65 |
| 2005 | Mistrzostwa świata                  | Helsinki     | 1. miejsce        | 87,17 |
| 2005 | Światowy finał lekkoatletyczny IAAF | Monako       | 8. miejsce        | 76,11 |
| 2007 | Mistrzostwa świata                  | Osaka        | el. – 24. miejsce | 75,96 |
| 2009 | Mistrzostwa świata                  | Berlin       | DNS               | –     |

## Odznaczenia
- Order Białej Gwiazdy III Klasy – 2006[1]